# London Bridge (cançó)
«London Bridge» és el primer senzill de l'àlbum debut de Fergie, The Dutchess. La durada de la cançó és de 3m 34s i és d'estil Pop/Rap.
El videoclip està ambientat en l'alta societat londinenca i hi surten els altres membres dels Black Eyed Peas en alguna escena.
Aquest primer senzill va ser un autèntic hit als EUA, i va tindre èxit moderat a la resta del món. Només als Estats Units ha venut gairebé uns 1.941.000 senzills, obtenint el certificat de Platí en senzills descarregats, i aconseguí el núm 1 a Billboard durant 3 setmanes.
Va arribar al nº1 a algun país més, i va ser un èxit de finals d'estiu, venent uns 4.210.000 de senzills arreu del món i aconseguint l'estatus de 4xPlatí.